# Coelichneumon comitator
Coelichneumon comitator là một loài tò vò trong họ Ichneumonidae.